# Götaverken
Götaverken was een Zweedse scheepsbouwer in Hisingen in Göteborg. Het werd in 1841 opgericht door de Schotse zakenman Alexander Keiller. In 1989 ging het bedrijf failliet.

## Geschiedenis
Alexander Keiller zette het bedrijf op in 1841 als Keillers Werkstad i Göteborg. In 1867 werd het na een faillissement omgedoopt in Göteborgs Mekaniska Verkstads. In 1906 namen Hugo Hammar en Sven Almqvist het bedrijf over dat verderging als Göteborgs Nya Verkstads. Zij vergrootten de capaciteit en in 1916 werd de werf Götaverken genoemd.

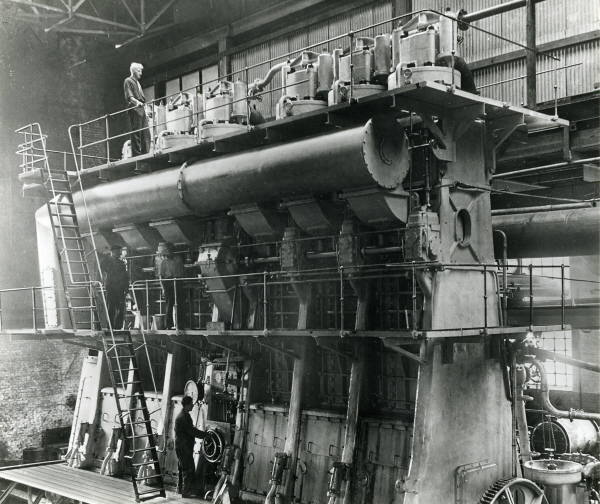
De eerste eigen dieselmotor, de Götaverken DM 680/1500 VG-6 voor de Dicto

In 1915 verkreeg de werf een licentie om dieselmotoren van Burmeister & Wain te bouwen en in 1939 kwam het met een eigen dieselmotor die in de Dicto werd geplaatst, de Götaverken DM 680/1500 VG-6.

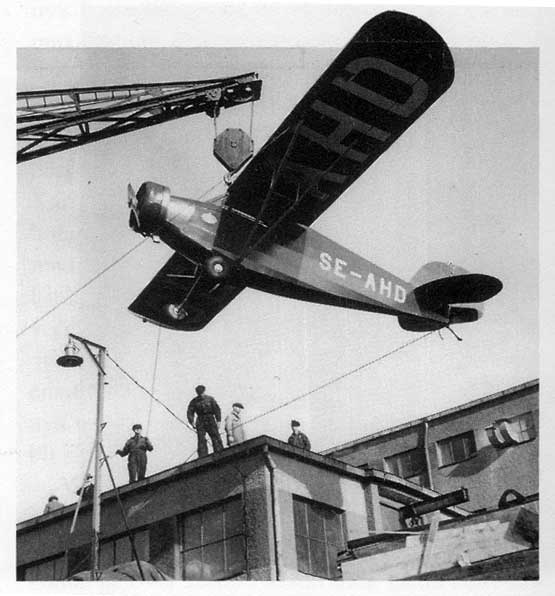
De GV 38

In de jaren 1930 werd ook begonnen met het bouwen van vliegtuigen, in eerste instantie de Hawker Hart in licentie van Hawker. Andere types werden ook gebouwd, waaronder de GV 38 in licentie van Rearwin.

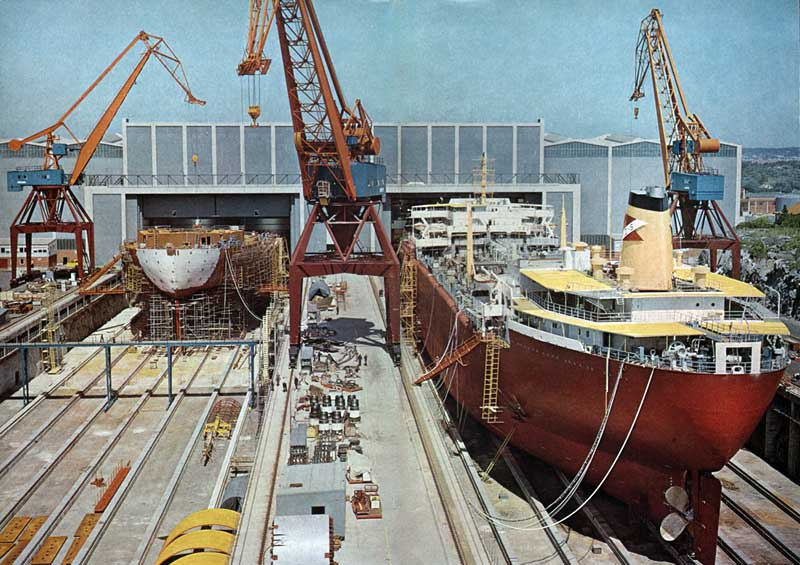
De Arendal-werf in 1965

In de jaren 1930 was het in bruto-tonnenmaat de grootste werf ter wereld. In 1950 werd begonnen aan de bouw van een nieuwe werf die in 1963 werd geopend in Arendal in Göteborg. Een groot deel van de scheepsbouw vond hier binnen plaats. In 1968 werd de oude Cityvarvet-werf gesloten en de naam werd Götaverken Arendal (GVA).
In 1971 werd de werf overgenomen door de rederij Salén dat op zijn beurt in 1977 werd overgenomen door Svenska Varv. Dit staatsbedrijf werd opgericht om de Zweedse wervencrisis te beteugelen. Er werd gezocht naar alternatieven naast de bouw van olietankers en bulkcarriers. Dit waren onder meer veerboten, koelschepen en ijsbrekers. Ook werd een licentie-overeenkomst gesloten met Friede & Goldman om halfafzinkbare platforms (semi's) van het type Pacesetter te bouwen. GVA kwam daarna met een eigen ontwerp van een semi, de GVA 4000. Hiervan bouwde het er drie zelf, terwijl andere werven het in licentie bouwden. De GVA 5000 was hierop gebaseerd. Deze Balmoral FPV was het eerste nieuwgebouwde halfafzinkbare productieplatform (FPS). Van het kleinere GVA 2000-ontwerp bouwde het daarna zelf twee accommodatieplatforms en daarna een GVA 3000, de Regalia.
In 1989 werd de werf gesloten nadat in 1988 de ijsbreker Oden als laatste schip was opgeleverd. De oude Cityvarvet-werf werd in 2000 overgenomen door Damen Shipyards Group, maar werd in 2015 gesloten. De ontwerpafdeling ging verder als GVA en werd in 2001 overgenomen door het Amerikaanse KBR.